# Glennon Engleman
 (novembre 2020).
Si vous disposez d'ouvrages ou d'articles de référence ou si vous connaissez des sites web de qualité traitant du thème abordé ici, merci de compléter l'article en donnant les références utiles à sa vérifiabilité et en les liant à la section « Notes et références ».
Pour les articles homonymes, voir Engleman.
Glennon Engleman (1928-1999) est un dentiste et un tueur à gages. Il a commis plusieurs assassinats sur une période de plus de trente ans.

## Biographie
Il pouvait tuer de différentes façons : armes à feu, explosifs et même un marteau de forgeron. Dans un cas, Engleman assassina un homme et ses parents âgés afin que la veuve puisse réclamer les primes d'une assurance-vie qu’elle avait souscrite sur son mari.
Engleman était un sociopathe, comme il l’a reconnu lui-même. Il pouvait tuer sans aucun remords, et il trouvait du plaisir à planifier et à mettre à exécution les meurtres, puis à se débarrasser des restes. Ses motivations étaient avant tout financières, mais il adorait l’idée d'échapper à chaque fois à la police.
Même si le Dr Glennon Engleman a commis tous les meurtres lui-même, il a parfois fait appel à des complices, notamment les deux épouses d'hommes tués pour l’argent des assurances. L'une des deux femmes fut inculpée avec son frère qui avait aussi été complice, mais tous deux furent libérés en échange de leurs témoignages contre Engleman lors de son procès.  L’autre femme (nommée Barberra) fut par la suite arrêtée et condamnée pour assassinat. Engleman a été marié plusieurs fois, notamment avec Ruth Jolley Engleman dont il eut un fils, David Engleman.
Il meurt à Jefferson City au Missouri, le 6 mars 1999. Il n'a jamais révélé le nombre exact de ses victimes.